# Michael Arthur Green
Sir Michael Arthur Green, britanski general, * 1891, † 1971.